# RAF Dale
RAF Dale – baza lotnicza RAF znajdująca się koło wsi Dale i Marloes, zlokalizowana 10,5 km od Milford Haven (hrabstwo Pembrokeshire) na półwyspie Pembroke w zachodniej Walii.

## Historia bazy
Budowę bazy rozpoczęto w 1941, tuż nad wysokim skalnym wybrzeżem.
Do użytku została oddana w czerwcu 1942 jako baza Dywizjonu 304. Krótki pas startowy oraz zmienne warunki pogodowe i zawirowania wiatru przy wysokim skalnym wybrzeżu powodowały trudności w startach, były też przyczyną tragicznej katastrofy samolotu z załogą kpt. Ludwika Maślanki. W związku z koniecznością naprawy pasów startowych, dywizjon 3 listopada 1942 został przeniesiony na miesiąc do pobliskiej bazy RAF Talbenny. W kwietniu 1943 dywizjon został przeniesiony do bazy RAF Docking położonej na wschodnim wybrzeżu Anglii.
Baza następnie została przeorganizowana w bazę lotniczą marynarki królewskiej Air Station z nazwą RNAS Dale, funkcjonując do 1948. Po zdemontowaniu urządzeń lotniczych teren należy do osoby prywatnej.